# والریو فوگلیو
والریو فوگلیو (انگلیسی: Valerio Foglio؛ زادهٔ ۹ فوریهٔ ۱۹۸۵) بازیکن فوتبال اهل ایتالیا است.
از باشگاه‌هایی که در آن بازی کرده‌است می‌توان به باشگاه فوتبال رجینا، باشگاه فوتبال نووارا، باشگاه فوتبال مونتسا، باشگاه فوتبال آتالانتا، باشگاه فوتبال پیزا، و باشگاه فوتبال ویچنزا اشاره کرد.